# جون دوكرتي (لاعب كرة قدم)
جون دوكرتي (بالإنجليزية: John Docherty)‏ هو لاعب كرة قدم ومدرب كرة قدم بريطاني في مركز نصف الجناح، ولد في 29 أبريل 1940 في غلاسكو في المملكة المتحدة. لعب مع شيفيلد يونايتد وكوينز بارك رينجرز ونادي برينتفورد ونادي ريدنغ.

## وصلات خارجية
- جون دوكرتي على موقع قاعدة بيانات كرة القدم.إي يو (الإنجليزية)
- جون دوكرتي على موقع Soccerbase.com (مدرب) (الإنجليزية)